# 阮登洐
阮登洐（越南语：／；？—1862年），又作阮登珩，越南阮朝官员。

## 生平
阮登洐是广平省丽水县水莲总扶正社（今属广平省丽水县兴水社）人，河宁总督阮登楷之子。紹治三年（1843年），參加承天場鄉試，考中舉人。嗣德元年（1848年），恩科會試中格，庭試考中三甲同進士出身。初授集賢院編修，後升侍讀，領廣義按察使。嗣德十四年（1861年），升鴻臚寺卿，署慶和布政使。
嗣德十五年（1862年），因北寧、廣安一帶有民眾相聚為寇，煽動叛亂，阮登洐充任北次商辦軍務，鎮壓叛亂。阮登洐到任後，招募兵勇，並從廣西省招募遊勇擴兵，與叛兵作戰連勝13場。該年六月，阮登洐在北寧順安府超類縣東湖總遇敵，孤立無援，最終戰死。嗣德帝追贈實授布政使，加給一枝宋錦、三匹帛、十匹布，歸葬家鄉。

## 子女
- 子阮榘，舉人
  - 孫阮椐，副榜